# 張麗華
張麗華（559年—589年），南朝陳後主叔寶寵妃，皇太子陈渊、會稽王陳庄生母，出身兵家，父兄皆以織席為生。後遭高颎斬首。

## 生平
张丽华年仅十岁，妖冶绝伦，入宫充当龚良娣的侍女。待之长成，陈叔宝见到她惊为天人，遂纳为妃妾，张丽华怀孕，她生了太子陈渊和会稽王陈庄，太建十四年（582年）陈宣帝陈顼逝世，太子陈叔宝即位，封张丽华为贵妃，张丽华颇有心计，善讨陈后主欢心，故此很得陈后主的赏识，张丽华以绝世容貌闻名当时，《陈书·张贵妃传》：“发長七尺，鬢黑如漆，光可鑒人，特聰慧，有神彩，進止閑華，容色端麗，每瞻視眄睞，光彩溢目，照映左右。嚐於閣上靚妝，臨於軒檻，宮中遙望，飄若神仙。”
张丽华不仅花容月貌，而且才智过人，能歌善舞，深受陈后主及皇太后柳敬言宠爱，甚至陈后主在陈叔陵之乱时受伤，在承香殿疗养。皇后和其他嫔妃不得进入，只由贵妃张丽华一人侍候，每当陈后主召张丽华宴游时，荐诸宫女，后宫咸德之，竞言其善。
张丽华才辩敏锐、记忆力极好，看过的奏章，熟稔心头，过目不忘，陈后主不明白时，又能加以指点，人间有一言一事，她必先知，由此愈来越受宠，当时奏事由宦官蔡临儿、李善度两人初步处理后再送进来，有时连蔡、李两人都忘记了内容，张丽华却能逐条裁答，无一遗漏，张丽华起初只执掌内事，后来才开始干预朝政，又与孔贵嫔勾结，笼络宦官李善度、蔡临儿等，逐渐掌控朝政。
张丽华恃宠弄权，其族人多因此在朝为官，張麗華不僅姿色美豔，還極有心計，因此陈后主将张丽华抱在怀里或坐于膝上，共决天下大事，张丽华向来喜欢干政，几乎什么大事都会经她的手，甚至在后宫家属犯法，只要向张丽华乞求送礼，无不开脱。王公大臣如不听从内旨，只由张丽华一句话，便即疏斥。因此江东小朝廷有“不知有陈叔宝，只知有张丽华”之說。陈叔宝废庶长子，立了张丽华的大儿子陈渊为太子，并还积极准备废掉皇后沈婺华改封张丽华为皇后，因为陈亡国才未来得及。隋开皇八年（588年）隋军南下攻打建康，前线飞书告急，但陈后主竟把急件放在张丽华的床头忘记启封。
至德二年（584年）陈后主于光昭殿前筑临春、结绮、望仙三阁，高数十丈，并数十间，植以奇树名花，陈后主住在临春阁，张贵妃住在结绮阁，陪伴陈叔宝的还有王美人、季美人、张淑媛、薛淑媛、袁昭仪、何婕妤、江修容等七人，此外陈后主更把中书令江总，以及陈暄、孔范、王瑗等文学大臣一齐召进宫来，饮酒赋诗，征歌逐色，自夕达旦。陈后主“生于深宫之中，长于妇人之手”，通音律，又为张丽华作《玉树后庭花》：“丽宇芳林对高阁，新装艳质本倾城；映户凝娇乍不进，出帷含态笑相迎，妖姬脸似花含露，玉树流光照后庭。”等词，皆是靡靡之音，后世常作为亡国之音，还有其名曲为《临春乐》、《春江花月夜》等。唐朝诗人杜牧《夜泊秦淮》诗便有“烟笼寒水月笼沙，夜泊秦淮近酒家。商女不知亡国恨，隔江犹唱《后庭花》”之句，《资治通鉴》里说：“陈叔宝左右嬖佞珥貂者五十人，妇人美貌丽服巧态以从者千余人……”。唐朝魏征在《陈后主本纪》中评论说：“生深宫之中，长妇人之手，不知稼穑艰难，复溺淫侈之风。宾礼诸公，惟寄情于文酒，眼近小人，皆委之以衡轴，遂无骨鲠之臣，莫非侵渔之吏。政刑日紊，尸素盈庭，临机不寤，冀以苟生，为天下笑，可不痛乎！” 。
隋文帝派遣晋王杨广为元帅，领兵攻陈，张丽华与陈后主一同躲入宫井之中避祸。隋军在井上以粗绳系箩筐，众人合力一拉，觉得异常沉重，拉上来后才发现，原来是陈后主、张贵妃、孔贵嫔三人同挽一绳上来，紧紧抱在一起坐在箩筐中。晋王杨广为其绝世美貌所动，欲纳为妃，令留其性命。长史高颎感到担忧，谏曰：“周武王灭殷，戮妲己。今平陈国，不宜娶丽华。”後与孔贵嫔一起被绑赴刑场，遭劊子手斩首示众，首級牓於青溪中桥，享年三十岁。
据传，張貴妃被俘時，由于井口太小，三人一起挤上，张丽华的脂粉被擦在井口上，这口井叫“胭脂井”，但是也有人不齿陈后主、张丽华、孔贵嫔，又叫“辱井”。李商隱寫道：「景陽宮井剩堪悲，不盡龍鸞誓死期。腸斷吳王宮外水，濁泥猶得葬西施。」劉禹錫在三閣詞「三人出眢井，一身登檻車。朱門漫臨水，不可見鱸魚」描寫了張麗華從胭脂井出來後被押赴青溪中橋的情景。

## 圖集

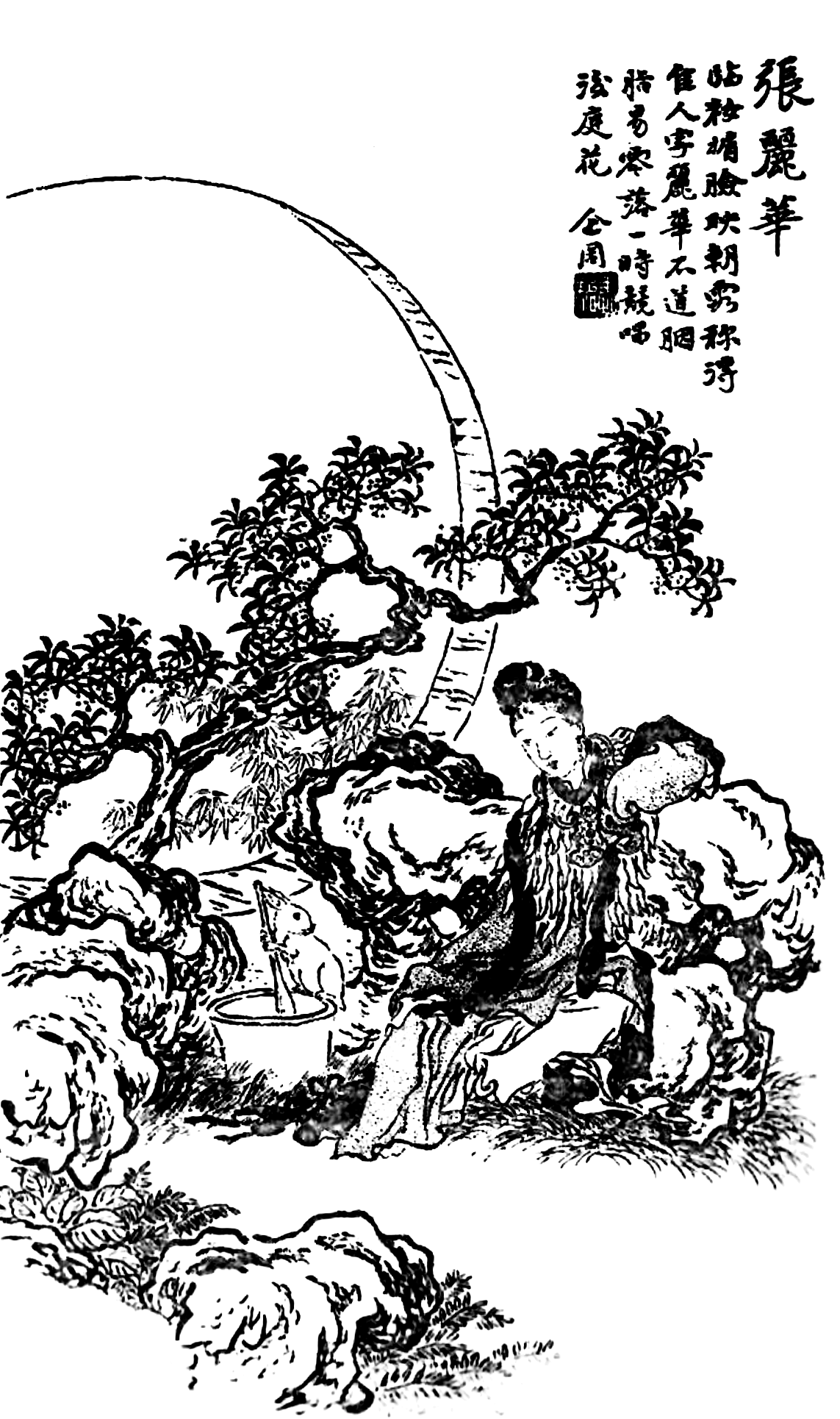
《美人百態畫譜》
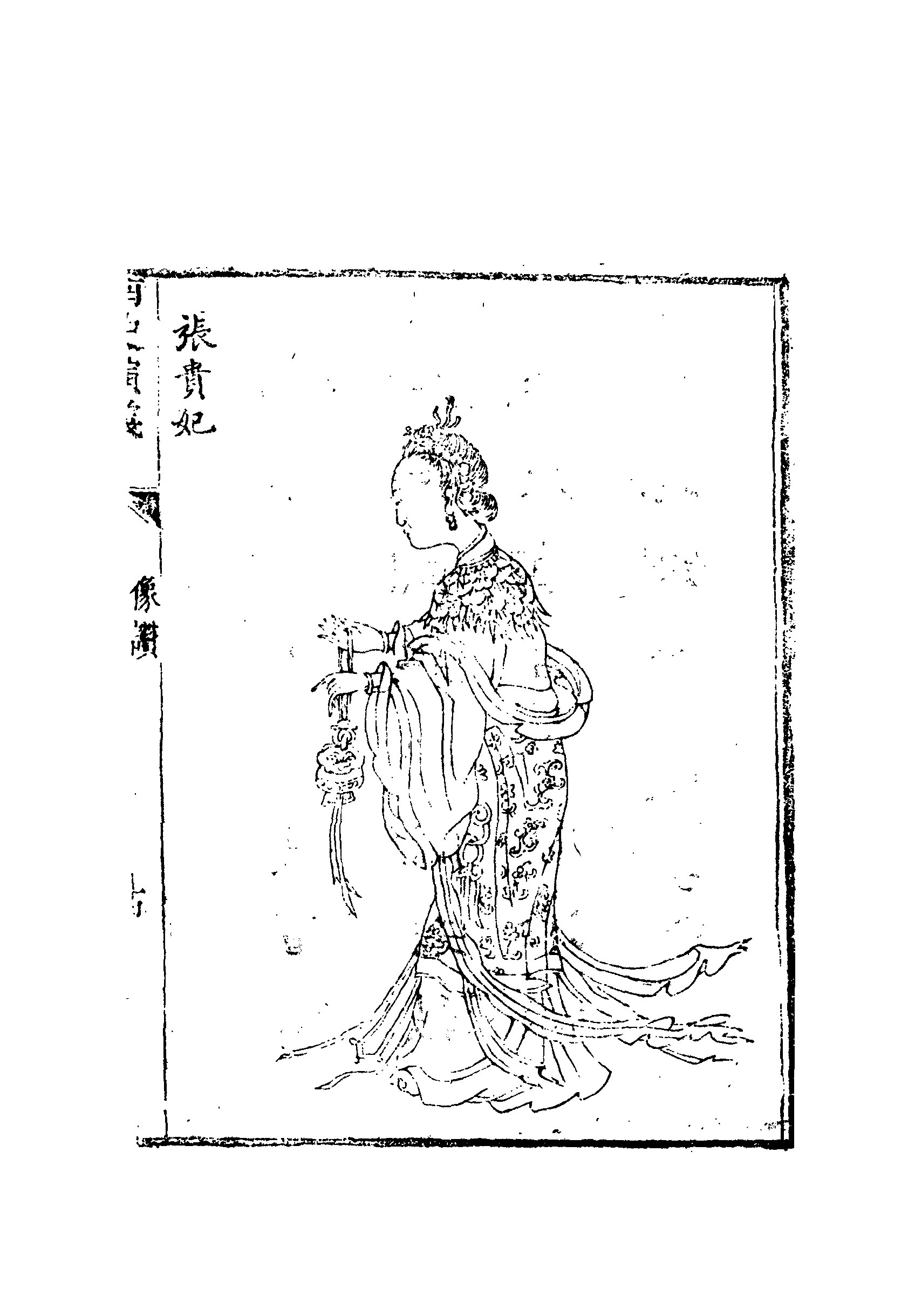
《南史演義》
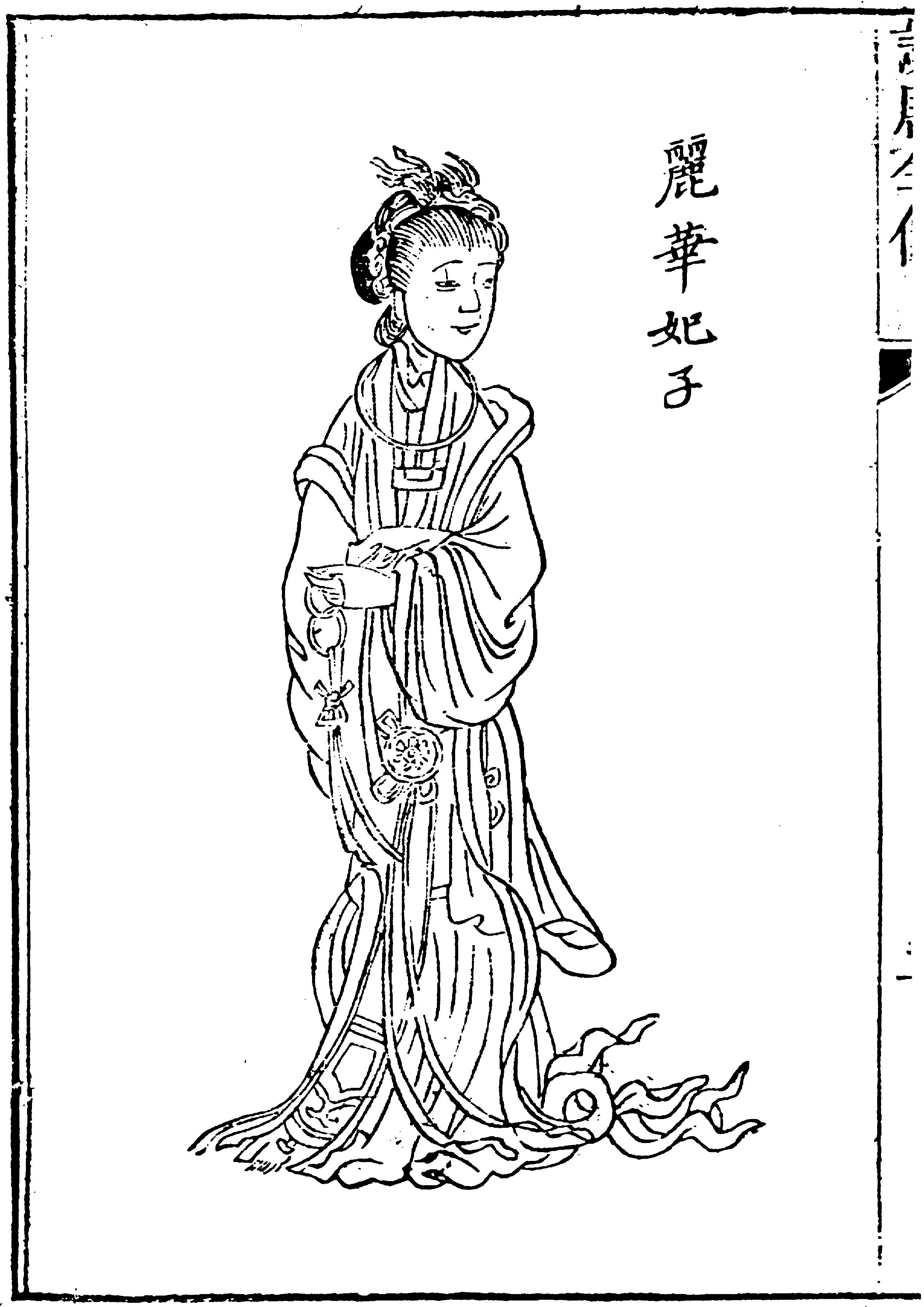
《說唐演義》
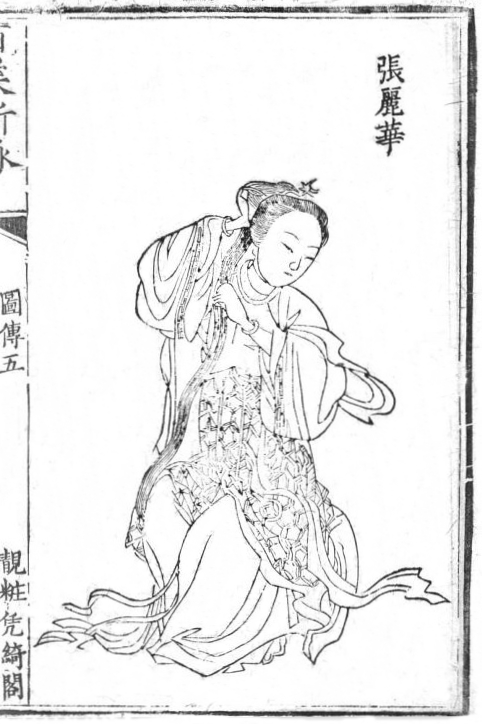
《百美新詠圖傳》

## 延伸阅读
[在维基数据编辑]
 《南史·卷12》，出自李延壽《南史》
 在维基共享资源阅览影像